# Kahle Wachsblume
Die Kahle Wachsblume (Cerinthe glabra), auch Alpen-Wachsblume genannt, ist eine Pflanzenart aus der Gattung der Wachsblumen (Cerinthe) in der Familie der Raublattgewächse (Boraginaceae).

## Beschreibung

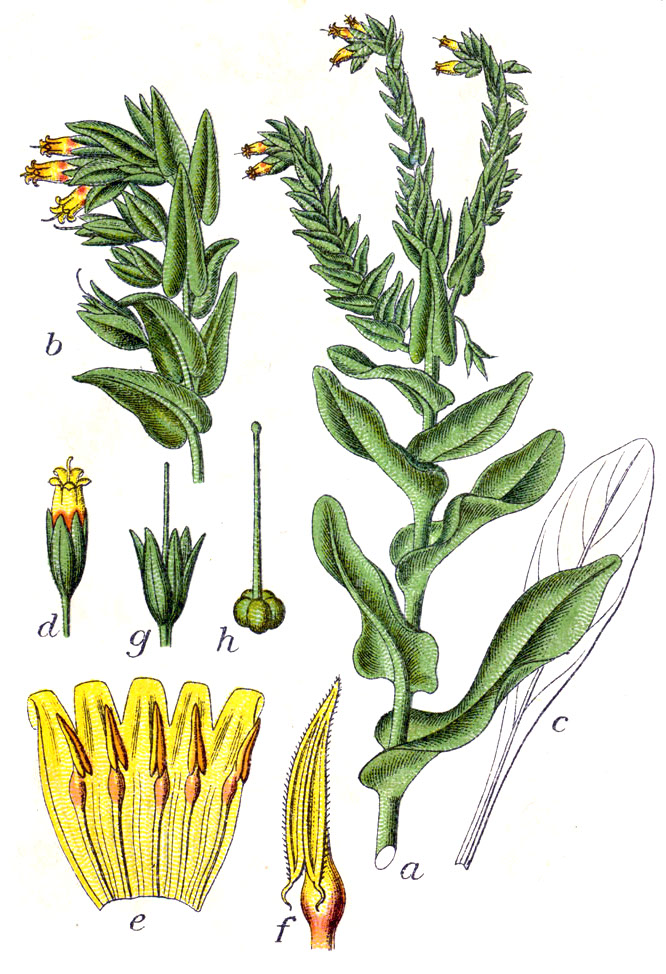
Illustration aus Sturm

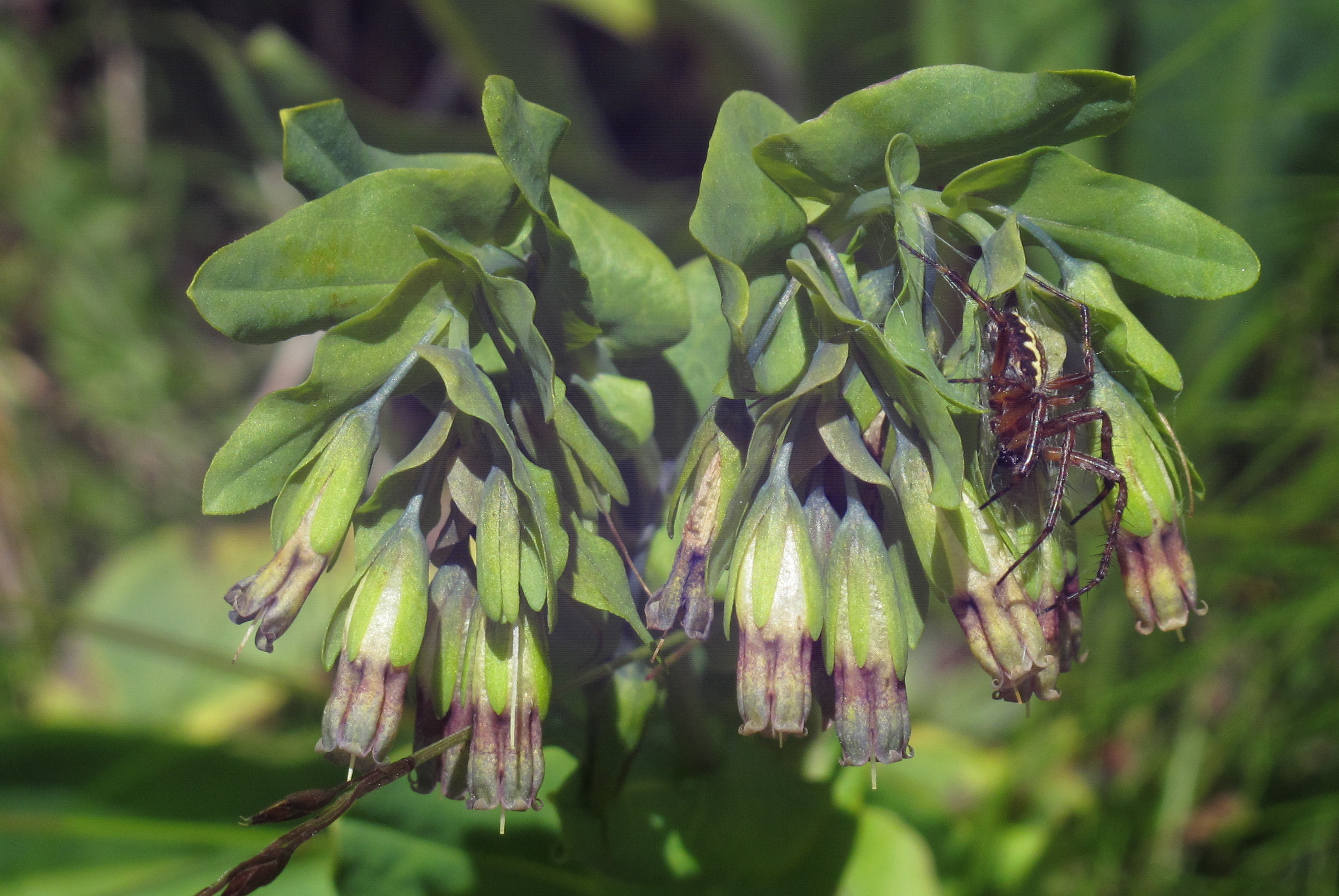
Blütenstand

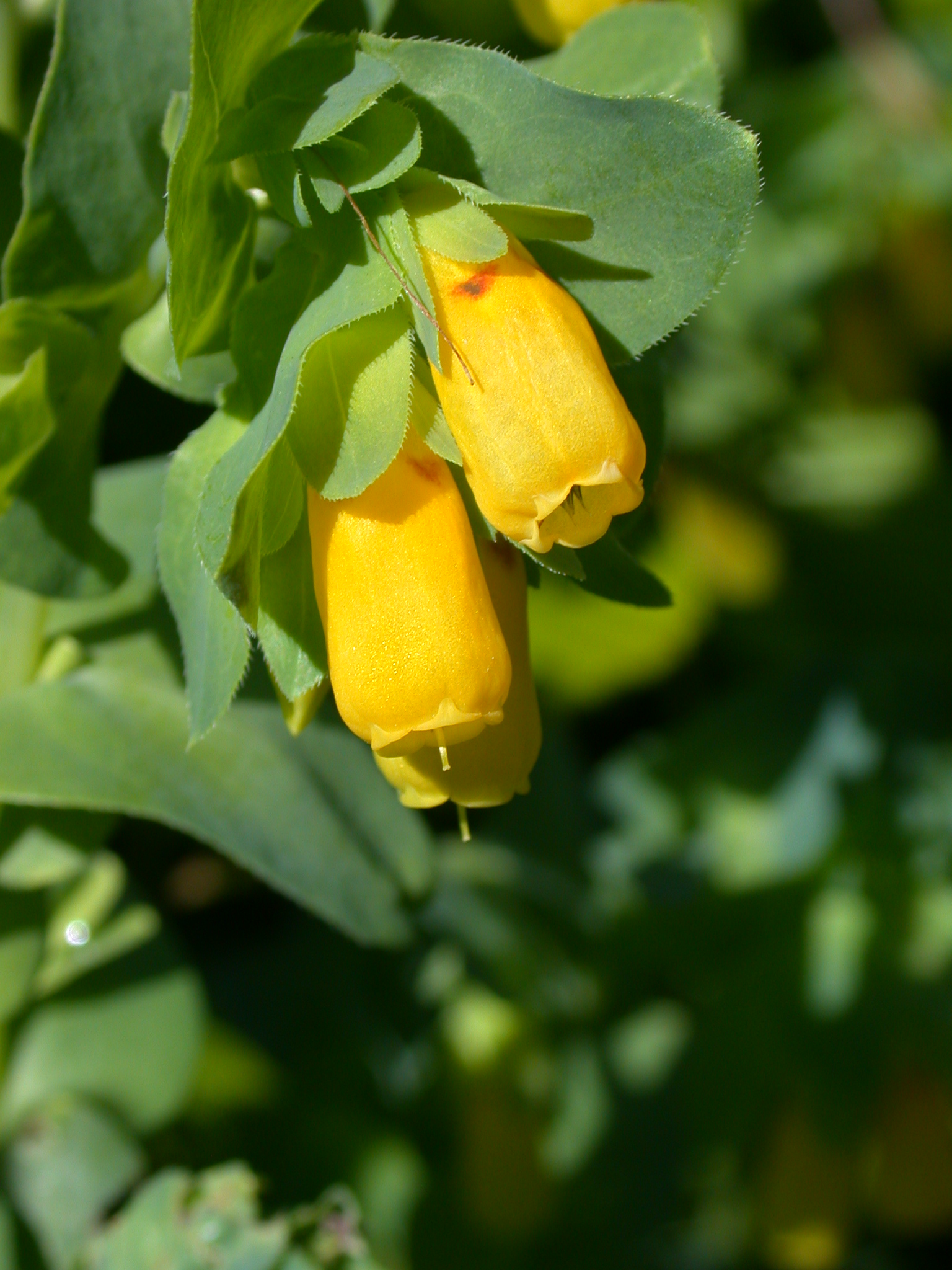
Blüten

### Vegetative Merkmale
Die Kahle Wachsblume ist eine fast ganz kahle, ausdauernde krautige Pflanze, die Wuchshöhen von 15 bis 60 Zentimetern erreicht. Die unteren Laubblätter sind gestielt, keilförmig, ohne Flecken, die oberen stängelumfassend und eiförmig. Die grundständigen Laubblätter sind bis etwa 30 Zentimeter lang. Die Stängelblätter sind bis 10 Zentimeter lang und 4 Zentimeter breit.

### Generative Merkmale
Die Blütezeit liegt zwischen Mai und Juli. Der zymöse Blütenstand ist nickend. Die Blüten stehen in beblätterten Wickeln.
Die zwittrigen Blüten sind fünfzählig mit doppelter Blütenhülle. Die Kelchzipfel sind stumpf, kahl oder tragen wenige Borstenhaare. Die Blütenkrone ist 8 bis 14 Millimeter lang, meist gelb, außen zum Teil blau überlaufen und innen meist mit fünf dunkelroten Flecken. Die Kronzipfel sind stumpf, kurz und nach außen umgeschlagen. Der Saum der Krone ist goldgelb, die Kronröhre ist blassgelb. Die Staubbeutel sind etwa viermal so lang wie die Staubfäden; sie sind am Grund pfeilförmig, violett und mit kleinen haarförmigen Anhängseln versehen.
Die Teilfrüchte sind etwa 3 bis 4 Millimeter lang, dunkelbraun und glänzend.
Die Chromosomenzahl beträgt 2n = 18.

## Ökologie
Die Bestäuber sind meist Hummeln.

## Vorkommen
Die Alpen-Wachsblume ist eine europäisch-südwestasiatische Gebirgspflanze. Sie kommt in Europa in den Pyrenäen, Alpen, im Jura, auf Korsika, in den Abruzzen, in den Karpaten und in den Gebirgen der Balkanhalbinsel vor, fehlt aber in Griechenland. Sie kommt aus den Gebirgen auch herabgeschwemmt vor, beispielsweise in Baden-Württemberg im Illertal.
Die Alpen-Wachsblume gedeiht in Mitteleuropa auf frischen, nährstoffreichen, meist kalkhaltigen, milden, humosen, oft steinigen Lehm- oder Tonböden oder Steinschuttböden. Sie wächst in unkrautigen Staudenfluren der subalpinen Höhenstufe und an Viehlägern. Sie ist eine Charakterart des Verbands Rumicion alpinae, kommt aber auch in Pflanzengesellschaften der Verbände Adenstylion oder Aegopodion vor. Sie steigt im Allgäu bis zu einer Höhenlage von 2250 Metern auf. In den Albuls-Alpen erreicht sie am Tschimas da Tschitta 2650 Meter Meereshöhe.
Die ökologischen Zeigerwerte nach Landolt & al. 2010 sind in der Schweiz: Feuchtezahl F = 3+ (feucht), Lichtzahl L = 3 (halbschattig), Reaktionszahl R = 4 (neutral bis basisch), Temperaturzahl T = 2 (subalpin), Nährstoffzahl N = 4 (nährstoffreich), Kontinentalitätszahl K = 2 (subozeanisch).

## Naturschutz in Deutschland
Die Alpen-Wachsblume in Deutschland ist in manchen Gebieten vom Aussterben bedroht, so etwa in Baden-Württemberg. Nach Erhard Dörr sind die Bestände dort seit 1970 stark zurückgegangen. Sie kam hier im sogenannten „Illergries“ vor, einem auwaldartigen Gelände mit Resten von Trockenwiesen. Eine Gefährdung besteht etwa durch Aufforstungen.

## Systematik
Die Erstveröffentlichung von Cerinthe glabra erfolgte 1768 durch Philip Miller mit dem Namen in The Gardeners Dictionary, 8. Auflage: Cerinthe no. 2.
Bei manchen Autoren gibt etwa zwei Unterarten:
- Cerinthe glabra subsp. glabra (Syn.: Cerinthe alpina Schult., Cerinthe pyrenaica Arv.-Tour., Cerinthe glabra subsp. caucasica Hadač, Cerinthe glabra subsp. pirinica (Stoj. & Acht.) N.Andreev & Peev, Cerinthe glabra subsp. tatrica Hadač und Cerinthe glabra var. pirinica Stoj. & Acht.)[6]
- Cerinthe glabra subsp. smithiae (A.Kern.) Domac (Syn.: Cerinthe smithiae A.Kern.): Dieser Endemit kommt nur in Kroatien vor.[6]

## Nutzung
Die Kahle Wachsblume wurde früher als Zier- und Heilpflanze verwendet. In den Westalpen wurde sie in Bauerngärten kultiviert und die Blätter fanden als Gemüse oder als Wundsalbe (mit Butter gekocht) Verwendung.